# Sindromul morții subite la sugari
 Sindromul de moarte subită a sugarului (SMSS), de asemenea cunoscut și sub numele de  moarte instantanee  sau  moarte în pătuț , reprezintă decesul subit și inexplicabil al unui copil cu vârsta de mai puțin de un an. Este necesar ca decesul să rămână inexplicabil chiar și după o autopsie detaliată și după o investigație detaliată a scenei decesului. SMSS apare de obicei în timpul somnului. De obicei, decesul apare între orele 00:00 și 09:00. Adesea, nu există dovezi legate de mișcare bruscă și nu există sunete produse.

## Cauză și diagnostic
Cauza exactă a SMSS este necunoscută. A fost propusă cerința unei combinații de factori, inclusiv o sensibilitate specifică de bază, un moment specific în timpul dezvoltării și un mediu de stres. Aceste elemente medii de stres pot include dormitul pe burtă sau pe lateral, supraîncălzirea și expunerea la fumul de țigară. Sufocarea accidentală precum cea din timpul împărțirii patului cu o altă persoană ar putea avea un rol. Un alt factor de risc este ca bebelușul să fie născut înainte de 39 de săptămâni de sarcină. SMSS însumează aproximativ 80% decesele infantile subite și neașteptate (DISN-uri), cu alte cauze ce includ infecțiile, afecțiunile genetice și probleme cardiace. În timp ce abuzul copiilor sub forma de sufocare intenționată poate fi diagnosticată greșit ca SMSS, acest lucru pare a însuma mai puțin de 5% dintre cazuri.

## Prevenție
Cea mai eficientă metodă de a preveni SMSS este punerea copilului sub vârsta de un an să doarmă pe spate. Alte măsuri includ o saltea mai dură separată, dar în apropierea persoanelor ce se ocupă de îngrijirea lui, niciun așternut liber, un mediu de somn relativ răcoros, utilizarea unei suzete și evitarea expunerii la fumul de tutun. Alăptarea la sân și imunizarea pot fi preventive. Măsurile care au fost demonstrate neutile includ dispozitivele de poziționare, monitorizările bebelușilor și ventilatoarele. Sprijinirea familiilor care au suferit în urma SMSS este importantă, deoarece decesul bebelușului este subit, fără martori și este adesea asociată cu o investigație.

## Epidemiologie
Ratele de SMSS variază de aproape zece ori în țările dezvoltate de la unul din o mie la unul din zece mii. SMSS a fost a treia cauză principală de deces al copiilor cu vârsta de sub un an în Statele Unite ale Americii în anul 2011. Este cea mai comună cauză de deces între vârstele de o lună și un an. Aproximativ 90% dintre cazuri apar la o vârstă mai mică de șase luni, fiind cea mai frecventă între vârstele de două luni și patru luni. Apare mai des la băieți decât la fete. Ratele au scăzut cu mai mult de jumătate începând din anul 1990. Însă, o parte dintre acestea ar putea fi cauzate de utilizarea altor diagnostice.

## References
1. ↑  Monarch Disease Ontology release 2018-06-29[*] Verificați valoarea |titlelink= (ajutor);
2. ↑  Disease Ontology, accesat în 15 mai 2019
3. ↑  „Sudden Infant Death Syndrome (SIDS): Overview”. http://www.nichd.nih.gov. 27 iunie 2013. Accesat în 9 martie 2015. Legătură externa în |website= (ajutor)
4. ↑  „Centers for Disease Control and Prevention, Sudden Infant Death”. Accesat în 13 martie 2013.
5. 1 2 3 4 5 6 7 8  Kinney HC, Thach BT (2009). „The sudden infant death syndrome”. N. Engl. J. Med. 361 (8): 795–805. doi:10.1056/NEJMra0803836. PMC 3268262 . PMID 19692691.
6. ↑  Optiz, Enid Gilbert-Barness, Diane E. Spicer, Thora S. Steffensen ; forewrd by John M. (2013). Handbook of pediatric autopsy pathology (ed. Second edition.). New York, NY: Springer New York. p. 654. ISBN 9781461467113.
7. ↑  Scheimberg, edited by Marta C. Cohen, Irene (2014). The Pediatric and perinatal autopsy manual. p. 319. ISBN 9781107646070.
8. 1 2 3  „What causes SIDS?”. http://www.nichd.nih.gov/. 4 decembrie 2013. Accesat în 9 martie 2015. Legătură externa în |website= (ajutor)
9. 1 2 3 4 5  „How many infants die from SIDS or are at risk for SIDS?”. http://www.nichd.nih.gov. 19 noiembrie 2013. Accesat în 9 martie 2015. Legătură externa în |website= (ajutor)
10. 1 2 3  Moon RY, Fu L (iulie 2012). „Sudden infant death syndrome: an update”. Pediatrics in review / American Academy of Pediatrics. 33 (7): 314–20. doi:10.1542/pir.33-7-314. PMID 22753789.
11. 1 2  „How can I reduce the risk of SIDS?”. http://www.nichd.nih.gov/. 22 august 2014. Accesat în 9 martie 2015. Legătură externa în |website= (ajutor)
12. ↑  Hoyert DL, Xu JQ (2012). „Deaths: Preliminary data for 2011” (PDF). National vital statistics reports. National Center for Health Statistics. 61 (6): 8.